# Elijah Mitchell
Elijah Mitchell (geboren am 2. Mai 1998 in Erath, Louisiana) ist ein US-amerikanischer American-Football-Spieler auf der Position des Runningbacks. Er spielt für die Kansas City Chiefs in der National Football League. Zuvor spielte College Football für Louisiana und wurde in der sechsten Runde im NFL Draft 2021 von den San Francisco 49ers ausgewählt.

## Frühe Jahre
Mitchell wuchs in Erath, Louisiana auf und besuchte dort die Erath High School. Als Senior konnte er verletzungsbedingt nur acht Spiele spielen. Dennoch konnte er 1.903 Yards und 28 Touchdowns erlaufen. In seinen drei Saisons konnte er insgesamt 4.045 Yards bei 457 Versuchen sowie 50 Touchdowns erlaufen. Er entschied sich, für die Louisiana Ragin' Cajuns der University of Louisiana at Lafayette College Football zu spielen.

## College
Als Freshman konnte er 257 Yards bei 42 Versuchen sowie vier Touchdowns erlaufen, bevor er aufgrund einer Fußverletzung die Saison 2017 nach nur fünf Spielen beenden musste. Im nächsten Jahr konnte er für 985 Yards und 13 Touchdowns laufen. Außerdem konnte er 20 Pässe für 349 Yards und drei Touchdowns fangen und er wurde am Ende in das Second-Team All-Sun Belt gewählt. 2019 konnte er 1.147 Yards sowie 16 Touchdowns erlaufen und wurde am Ende wieder in das Second-Team All-Sun Belt gewählt. In seinem letzten Jahr konnte er in zehn Spielen 878 Yards bei 141 Versuchen sowie acht Touchdowns erlaufen und er wurde erstmals in das First-Team All-Sun Belt gewählt.

### College-Statistiken
| Saison   | Team      | Spiele | Laufspiel | Laufspiel | Laufspiel | Laufspiel | Passspiel | Passspiel | Passspiel | Passspiel |
| Saison   | Team      | Spiele | Att       | Yds       | Avg       | TD        | Rec       | Yds       | Avg       | TD        |
| -------- | --------- | ------ | --------- | --------- | --------- | --------- | --------- | --------- | --------- | --------- |
| 2017     | Louisiana | 5      | 42        | 257       | 6,1       | 1         | 3         | 25        | 8,3       | 1         |
| 2018     | Louisiana | 13     | 146       | 985       | 6,7       | 13        | 20        | 349       | 17,5      | 3         |
| 2019     | Louisiana | 14     | 198       | 1.147     | 5,8       | 16        | 10        | 70        | 7,0       | 1         |
| 2020     | Louisiana | 10     | 141       | 878       | 6,2       | 8         | 16        | 153       | 9,6       | 0         |
| Karriere | Karriere  | 42     | 527       | 3.267     | 6,2       | 41        | 49        | 597       | 12,2      | 5         |

## NFL
Mitchell wurde von den San Francisco 49ers im NFL Draft 2021 in der sechsten Runde an 194. Stelle ausgewählt. Am 13. Mai 2021 unterschrieb er einen Vierjahresvertrag.
Am ersten Spieltag gab er sein Debüt gegen die Detroit Lions. Dabei konnte er bei 19 Versuchen 104 Yards und einen Touchdown erzielen. Dadurch war er der erste Rookie der 49ers, welcher bei seinem Debüt mehr als 100 Yards erlaufen konnte. Durch das Saisonaus von Raheem Mostert wurde er zum Starter ernannt. Verletzungsbedingt verpasste er in der Saison sechs Spiele, sein bestes Spiel hatte er gegen die Chicago Bears in der achten Woche. Dort konnte er beim 33:22-Sieg 137 Yards bei nur 18 Versuchen erlaufen. In nur elf Spielen erlief er 963 Yards, die achtmeisten der gesamten Liga. Zudem war er der Rookie mit den zweitmeisten erlaufenen Yards hinter Najee Harris, welcher in 17 Spielen 1.200 Yards erlief. Ebenso stellte er einen neuen Rekord für die meisten erlaufenen Yards eines Rookies in der Geschichte der San Francisco 49ers auf. Mit einer Bilanz von 10–7 zogen die 49ers in die Playoffs ein. Nach Siegen gegen die Dallas Cowboys und Green Bay Packers erreichten sie das NFC Championship Game gegen die Los Angeles Rams. In dem Spiel konnte Mitchell nur 20 Yards bei elf Versuchen erlaufen. Die San Francisco 49ers verloren das Spiel mit 17:20 und verpassten eine Teilnahme am Super Bowl.
Die Saison 2024 verpasste Mitchell wegen einer Oberschenkelverletzung vollständig. Im März 2025 nahmen die Kansas City Chiefs Mitchell unter Vertrag.

## Statistiken

### Regular Season
| Saison                             | Team  | Spiele | Spiele | Laufspiel | Laufspiel | Laufspiel | Laufspiel | Laufspiel | Passspiel | Passspiel | Passspiel | Passspiel | Passspiel | Fumbles | Fumbles |
| Saison                             | Team  | GP     | GS     | Att       | Yds       | Avg       | Lng       | TD        | Rec       | Yds       | Avg       | Lng       | TD        | Fum     | Lost    |
| ---------------------------------- | ----- | ------ | ------ | --------- | --------- | --------- | --------- | --------- | --------- | --------- | --------- | --------- | --------- | ------- | ------- |
| 2021                               | SF    | 11     | 10     | 207       | 963       | 4,7       | 39        | 5         | 19        | 137       | 7,2       | 14        | 1         | 0       | 0       |
| 2022                               | SF    | 5      | 1      | 45        | 279       | 6,1       | 37        | 2         | 3         | 7         | 2,3       | 5         | 0         | 0       | 0       |
| 2023                               | SF    | 11     | 1      | 75        | 281       | 3,7       | 18        | 2         | 6         | 14        | 2,3       | 9         | 0         | 0       | 0       |
| Total                              | Total | 27     | 12     | 327       | 1523      | 4,7       | 39        | 9         | 28        | 158       | 5,6       | 14        | 1         | 0       | 0       |
| Quelle: pro-football-reference.com |       |        |        |           |           |           |           |           |           |           |           |           |           |         |         |

### Playoffs
| Saison                             | Team  | Spiele | Spiele | Laufspiel | Laufspiel | Laufspiel | Laufspiel | Laufspiel | Passspiel | Passspiel | Passspiel | Passspiel | Passspiel | Fumbles | Fumbles |
| Saison                             | Team  | GP     | GS     | Att       | Yds       | Avg       | Lng       | TD        | Rec       | Yds       | Avg       | Lng       | TD        | Fum     | Lost    |
| ---------------------------------- | ----- | ------ | ------ | --------- | --------- | --------- | --------- | --------- | --------- | --------- | --------- | --------- | --------- | ------- | ------- |
| 2021                               | SF    | 3      | 2      | 55        | 169       | 3,1       | 16        | 1         | 7         | 57        | 8,1       | 21        | 0         | 0       | 0       |
| 2021                               | SF    | 2      | 0      | 23        | 53        | 2,3       | 13        | 0         | 2         | 25        | 12,5      | 18        | 1         | 0       | 0       |
| Total                              | Total | 5      | 2      | 78        | 222       | 2,8       | 16        | 1         | 9         | 82        | 9,1       | 21        | 1         | 0       | 0       |
| Quelle: pro-football-reference.com |       |        |        |           |           |           |           |           |           |           |           |           |           |         |         |